# Louis Dumont
Louis Dumont [luji dymon] (1901 Soluň – 19. listopadu 1998, Paříž) byl francouzský antropolog a indolog, který studoval mimo jiné indický kastovní systém a západní individualismus. Přednášel na univerzitách ve Francii a několik let také v Oxfordu.

## Život a dílo
Antropologii studoval na Institutu etnologie v Paříži pod vedením Marcela Mausse. Ve čtyřicátých letech působil v Musée national des arts et traditions populaires. Vydával etnografický měsíčník Le Mois d’ethnographie française a prováděl terénní výzkumy v Indii. Mezi roky 1951 a 1955 přednášel antropologii na univerzitě v Oxfordu, kde spoluzakládal indologii. V šedesátých letech obrátil pozornost na západní společnost. Soustředil se na politické myšlení a individualismus. Dumont při svých analýzách vycházel z konceptů klasické sociologie E. Durkheima, F. Tönniese a dalších. Společnost považoval za nedílný celek, který je semknutý kolem určitých odstupňovaných hodnot, projevujících se na různých úrovních. Zatímco v evropské společnosti je podle Dumonta nejvyšší hodnotou jednolivec, indická společnost příkládá individuu zvláštní význam pouze ve vztahu k holistickému kulturnímu systému. V této souvislosti Dumont rozlišuje holistický a individualistický typ společnosti a vymezuje se vůči antropologům, kteří považovali rovnostářský a individualistický étos za univerzální.

## Výběr z bibliografie
- Homo Hierarchicus: Essai sur le système des castes (1966)
- From Mandeville to Marx: The Genesis and Triumph of Economic Ideology (1977)
- Essais sur ľindividualisme: Une perspective anthropologique sur ľidéologie moderne (1983)